# Leptactina adolfi-friedericii
Leptactina adolfi-friedericii là một loài thực vật có hoa trong họ Thiến thảo. Loài này được K.Krause mô tả khoa học đầu tiên năm 1911.